# TT-Reuter (album)
TT-Reuter av gruppen TT Reuter är en återutgivning av albumet Sång, dans, sex (1981) plus sex bonuslåtar från några singlar. Flera av låtarna har omarbetats i så måtto att de mixats om och nya pålägg med gitarr och sång gjorts.
Alla låtar gjorda av Henrik Venant och arrangerade av TT Reuter. Låten "Pilar i hjärtat" har Peter Puders varit med och gjort musiken till.
Slutproduktion: Henrik Venant.

## Låtlista
1. Nostalgi
2. 2000 år*
3. Nordpolens gräns
4. Krossa alla tankar
5. Näring åt natur
6. Dagslända
7. Guldpojken*
8. Den grekiske fiskaren*
9. Cirklar
10. Udda gudens puls*
11. Pilar i hjärtat*
12. Tolv 2
13. Ge mig dina ögon

*) Bonuslåt. Låten "Ökenliv" från Sång, dans, sex har på skivan ändrat namn till "Nostalgi".

## Medverkande
- Peter Puders - Gitarr, orgel, piano
- Henrik Venant - Sång, gitarr, sax
- Peter Strauss - Trummor
- Peter Ivarss - Bas, kör, piano, orgel, gunibri